# Mehman Yunusov
Mehman Yunusov (2 luglio 1968) è un ex calciatore e allenatore di calcio azero, di ruolo difensore.

## Carriera

### Club
Dopo aver giocato dalla seconda alla quarta serie del campionato sovietico, ha giocato nella massima serie del neonato campionato azero con varie squadre.

### Nazionale
Debutta nel 1993 con la Nazionale azera, giocando 9 partite fino al 2001.